# Bombardeos del 12 de febrero de 2024 contra Rafah
Los bombardeos del 12 de febrero de 2024 contra Rafah fueron una serie de ataques aéreos que las Fuerzas de Defensa de Israel (FDI) lanzaron contra la localidad de Rafah, una ciudad situada al sur de la Franja de Gaza, matando a más de 83 personas (incluidos al menos 29 niños). Los ataques aéreos destruyeron al menos una mezquita y varias viviendas habitadas y mataron a la mayoría o a todos sus ocupantes.
Fuentes del gobierno israelí vincularon los ataques aéreos con una operación de rescate de rehenes, Operación Mano Dorada, y describieron los bombardeos como una distracción o «fuego de cobertura». Israel liberó a dos rehenes en esa operación. Los ataques se produjeron poco después de que Israel amenazara con la invasión terrestre de la ciudad, lo que provocó una enorme preocupación internacional. Los asesinatos se conocen en Gaza como «la masacre del Super Bowl».
Se comenzó a saber de las víctimas de los bombardeos israelíes a las 2:30 a. m. y se confirmó la muerte de 20 a las 5:30 a. m. El número total de muertes se estimó en al menos 94 personas según el Ministerio de Salud Palestino y la Sociedad de la Media Luna Roja Palestina estimó que el número de muertos superó los 100. Según el Centro Palestino de Derechos Humanos, que obtuvo información de los hospitales de Rafah, entre los muertos había al menos 27 niños y 22 mujeres. El Euro-Mediterranean Human Rights Monitor compiló una lista de 83 personas muertas durante el ataque israelí, de las cuales 29 eran niños y otro tercio eran mujeres identificadas por sus nombres.

## Antecedentes
El 7 de octubre de 2023, Hamás llevó a cabo un ataque contra Israel, que provocó la muerte de 1200 israelíes y la toma de cientos como rehenes. Este evento fue el catalizador de la guerra entre Israel y Gaza. Durante los cuatro primeros meses de ataques aéreos israelíes y una invasión terrestre de la Franja de Gaza, más de 28 000 palestinos han muerto, la gran mayoría de los cuales eran civiles (principalmente mujeres y niños). La guerra ha provocado una ola internacional de protestas y llamamientos para que destacados miembros del gobierno de Israel sean juzgados por genocidio y crímenes de guerra, por su parte Israel insiste en que la guerra no se detendrá hasta que todos los rehenes sean liberados y Hamás destruida.
En octubre de 2023, Israel ordenó a la población civil que evacuara el norte de Gaza por operaciones israelíes contra Hamás, lo que provocó acusaciones de grupos de derechos humanos. Las órdenes de evacuación anteriores habían ordenado a los civiles palestinos que se dirigieran a Rafah, lo que llevó a que la zona albergara a unos 1,4 millones de personas. Los funcionarios israelíes han planteado acusaciones de que creen que altos funcionarios de Hamás se están refugiando en Rafah junto con los rehenes que aún permanecen secuestrados. Muchos de los evacuados se encuentran hacinados en Rafah, muchos de ellos hacinados en casas o tiendas de campaña, y algunos incluso duermen en las calles sin ningún tipo de cobertura. Rafah es el último centro de población importante de Gaza no ocupado por las FDI, y otros que han tomado el control son considerados terrenos baldíos con destrucción total, cadáveres abandonados en las calles y civiles que recurren a beber de los inodoros para conseguir algo de agua.
En febrero de 2024, el primer ministro de Israel, Benjamín Netanyahu, ordenó a las FDI planificar evacuaciones en Rafah, lo que junto a los ataques aéreos ha causado preocupación por parte de organismos como la Unión Europea y Naciones Unidas. Netanyahu habló en contra de los llamados a Israel para que evite llevar a cabo una ofensiva militar en Rafah, alegando que era un refugio de contrabando para Hamás.

## Ataques aéreos
Según Associated Press (AP), los ataques aéreos israelíes contra Rafah comenzaron a la 1:50 a. m. hora local del 12 de febrero, un minuto después del inicio de una operación de rescate de los rehenes en una casa en el área de Shaboura en Rafah. El ejército israelí afirmó que había llevado a cabo una serie de ataques aéreos contra objetivos en la zona de Shaboura en Rafah, mientras que el municipio de Rafah afirmó que al menos dos mezquitas y alrededor de una docena de casas fueron atacadas. Los informes y análisis de imágenes de satélite concluyeron que los ataques aéreos se extendieron mucho más allá de la zona de Shaboura.
El gobierno israelí afirmó que los ataques aéreos de la noche, que provocaron la muerte de al menos 67 civiles, se llevaron a cabo como una distracción para rescatar a los dos rehenes. Las intenciones israelíes con los ataques, como las describió el portavoz militar, el mayor Nir Dinar, fueron: «atacar los centros de mando militar de Hamás, confundir a los militantes, cortar el contacto entre los captores de los rehenes y sus comandantes y proporcionar cobertura para la fuga».
Un civil que se había refugiado en Rafah declaró que lo que había ocurrido durante la noche era indescriptible y que él y otros a su alrededor pensaron que las FDI estaban invadiendo Rafah debido a la gran cantidad de ataques aéreos. Entre los lugares atacados se encuentran la mezquita de Al-Huda y las casas de las familias Abu-Jazar, Hassouna y Al-Shaer. El periódico francés Libération geolocalizó estos lugares entre 1,5 y 2,2 kilómetros de distancia del lugar de rescate de los rehenes.

## Víctimas
Las víctimas de los bombardeos israelíes comenzaron a informarse a las 2:30 a. m. y se confirmó la muerte de 20 a las 5:30 a. m. El número total de muertes se estimó en al menos 94 personas según el Ministerio de Salud palestino. y la Media Luna Roja Palestina estimó que el número de fallecidos supera los 100. Según el Centro Palestino de Derechos Humanos, que basó su investigación en información obtenida de los hospitales de Rafah, entre los muertos había al menos 27 niños y 22 mujeres. El Euro-Mediterranean Human Rights Monitor compiló una lista de 83 personas fallecidas por los ataques, de las cuales 29 eran niños y otro tercio eran mujeres (identificadas por sus nombres).
Dieciocho miembros de la familia Abu-Jazar fueron asesinados en su casa en el campo de refugiados de Badr, incluido un bebé y tres niños de la familia Qwaider que eran primos de los Abu-Jazar. La familia Hassouna, que alquilaba una casa después de verse obligados a huir de la violencia en otros lugares de Gaza, fue atacada por un bombardeo israelí a su casa de una sola planta, que quedó destruida, matando a ocho miembros de la familia, incluidos dos niños. Entre ellos se encontraba Sidra Hassouna, a quien la fuerza de la explosión lanzó fuera del edificio y quedó colgada de una pared. Las fotos de su cuerpo sin vida circularon ampliamente en las redes sociales. Los Hasounas eran familiares del embajador de Palestina en el Reino Unido, Husam Zomlot. Ocho miembros de la familia Al-Shaer, que abarcaban tres generaciones, murieron en su casa, que se derrumbó por un ataque aéreo. Otros sitios fueron atacados y la AP informó que los ataques aéreos «arrasaron varios bloques residenciales en un campo de refugiados urbanizado».
Tras la operación de rescate, el lugar donde se encontraban los rehenes fue arrasado. La mezquita de Al-Huda quedó prácticamente destruida, pero los feligreses celebraron servicios de adoración en los restos del edificio el 23 de febrero.
Estas ataques aéreos aparentemente indiscriminados han sido interpretados como posibles crímenes de guerra.

### Operación de rescate
La misión de rescate es la segunda misión exitosa de rescate de un rehén durante la guerra entre Israel y Gaza, la primera tuvo lugar el 30 de octubre de 2023. El portavoz de las FDI, Daniel Hagari, dijo a los periodistas que el intento de rescate fue una operación encubierta y ocurrió alrededor de la 1:49 a. m. hora local, y los ataques aéreos siguieron unos minutos más tarde. Los soldados de las FDI irrumpieron en un apartamento del segundo piso donde estaban detenidos los hombres y dispararon contra los militantes que los custodiaban en todo el edificio. Cuando comenzaron los ataques aéreos, los soldados supuestamente cubrieron a los rehenes con sus cuerpos para protegerlos de los escombros. El intento de rescate duró aproximadamente una hora y resultó en la muerte de dos soldados de las FDI.
Los rehenes liberados fueron identificados como Fernando Simón Marman (60 años) y Luis Har (70 años), ambos con doble ciudadanía israelí-argentina y habían sido secuestrados en el Kibutz Nir Yitzhak.

## Consecuencias
Un portavoz de Hamás calificó los ataques aéreos como una serie de «horribles masacres contra civiles indefensos y niños, mujeres y ancianos desplazados».
El fiscal de la Corte Penal Internacional, Karim Khan, declaró que los informes procedentes de Rafah eran motivo de profunda preocupación y parecían ignorar las leyes de un conflicto armado. Algunos, como el comentarista deportivo Dave Zirin, lo llamaron la «Masacre del Super Bowl» debido a su coincidencia con el Super Bowl LVIII. Los estudiantes de la Universidad de Harvard participaron en una «muerte» en la Biblioteca Widener para protestar contra los ataques aéreos, que fue publicitada en línea por la Media Luna Roja Palestina y otros grupos.